# المقروض العالي (القفر)

تعديل مصدري - تعديل

المقروض العالي محلة تابعة لقرية النمار، التابعة لعزلة النخلة بمديرية القفر إحدى مديريات محافظة إب في الجمهورية اليمنية، بلغ تعداد سكانها 40 حسب تعداد اليمن لعام 2004.